# Chen Xiaowang
Chen Xiaowang (chiń. 陳小旺; ur. 1946) – wielki mistrz stylu Chen Taijiquan. Wnuk słynnego mistrza Chen Fake, przedstawiciel XIX generacji mistrzów rodziny Chen. Trzykrotny mistrz Chin w taijiquan w latach 1980-1982.